# Alexis Raich
Alexis Raich (née le 10 décembre 1994  dans le comté de Los Angeles en Californie aux États-Unis) est une actrice américaine.

## Filmographie  sélective

### Cinéma
- 2004 : Comme Cendrillon de Mark Rosman : Girl at Car Wash
- 2009 : Duress (en) de Jordan Barker : Joueuse de football Cary
- 2014 : Helen Alone de Henrik Bech Poulsen : Helen Olsen
- 2014 : Mercenaries de Christopher Ray : Lexi

### Télévision

#### Séries télévisées
- 2004 : Dragnet : Le Poison dans les veines (saison 2 épisode 9) : Dana Guidry
- 2006 : Charmed : Forever Charmed (saison 8 épisode 22) : Young Piper
- 2006 : Slings and Arrows : Vex Not His Ghost (saison 3 épisode 2) : Dancer: Los Perdidos
- 2008 : Médium : Au cœur du silence  (saison 4 épisode 4) :Nicole Swenson
- 2009 : Chuck : Les Ennemis de mon meilleur ami (saison 2 épisode 14) : Suzy O'Keefe
- 2012 : Fringe : Arrêt sur image (saison 4 épisode 10) : Emily Mallum
- 2013 : Rizzoli and Isles : Sciences de la vie et de la mort (saison 4 épisode 7) : Samantha Cole
- 2014 : Esprits Criminels : La goutte d'eau (saison 10 épisode 9) : Sky Connell

#### Téléfilms
- 2007 : Tant d'amour à donner de Harvey Frost : Emily